# Танкред Галилејски
Танкред Галилејски (1075 – 5. децембар 1112) био је један од норманских војсковођа Првог крсташког похода, принц Галилеје и регент кнежевине Антиохије.

## Детињство и младост
Танкред је син Еме Хаутевил, ћерке Роберта Гвискара и сестре Боемунда Тарентског. У време почетка крсташког похода имао је једва двадесет година. Када описују Танкредов живот, биографи наводе да је био личност која је у првом периоду свога живота прилазила кроз духовну кризу и збуњеност. Многа питања која за њега нињсу имала задовољавајући одговор непосредно пред пут у Свету земљу добила су свој смисао. Танкред је имао и других проблема. Ратови су били скупи, а витезове је требало опремити коњима, слугама, оружјем и свим осталим потребама за веома дугу кампању која их је очекивала. Танкредо за све то није имао средстава, али му је тада у помоћ прискочио много богатији ујак Боемунд дајући му велика финансијска средства. За своју услугу Боемунд није тражио ништа.

## Први крсташки рат
Танкред је био један од ретких вођа који византијском цару Алексију нису предали заклетву пред полазак у крсташку земљу. Ипак, након победе код Никеје није могао да избегне давање заклетве, тако да је једини крсташки вођа који је није дао био Ремон од Сен Жила. Учествовао је и у бици код Дорилеја. Желећи да освоји неку територију за себе, Танкред се приликом марша за Антиохију одвојио од главнине крсташке војске и кренуо за Тарсус (14. септембра 1097. године). Истога дана се од војске одвојио и Балдуин Јерусалимски који је кренуо за Едесу. Пошто је имао мање људи, Танкред први стиже у Тарсус. Таман када је успео да приволи мали турски гарнизон да се преда, са војском стиже Балдуин и истерује га из града након жестоке свађе. Танкред одлази у Адану и Мамистри. Исту ноћ, пред Тарсус стиже око 300 Танкредових витезова које Балдуин није пустио у град, тако да су морали подићи логор на отвореном пољу, где су били изненађени од једне турске армије и сви до једног посечени.
Након тога, Танкред се вратио главнини крсташке армије која је опседала Антиохију. Учествовао је у освајању Антиохије и каснијој борби са султаном Кербугом. Након освајања Антиохије, Боемунд је остао да влада као кнез, а Танкред је наставио поход заједно са Ремоном и Готфридом Бујонским. У Емаусу је, 6. јуна 1099. године стигло посланство из Витлејема тражећи од крсташа да ослободе ово, углавном хришћански насељено место. Са неколико десетина витезова Танкредо је истога дана ујахао у Витлејем, а у сусрет су му изашли хришћани носећи реликвије из Цркве Светог Гроба. Јутро је провео на Маслиновој Гори са које је посматрао Јерусалим. Он можда то није знао, али стајао је управо изнад Гетсиманског врта.
Танкредо је учествовао и у освајању Јерусалима 1099. године. Заједно са Гастоном IV од Беарна био је први витез који је ушао у град. Након крунисања Готфрида Бујонског за браниоца Светог Гроба био је његов једини јачи вазал. Ипак, његови хроничари истичу да је он у свакој прилици изјављивао да служи једино Исусу Христу.

## Након освајања Јерусалима
Убрзо је Танкред успео да под своју контролу стави Назарет, Тиберијас, Наблус, Бизан и луку Хаифа. Готфрид убрзо умире, а на престолу га наслеђује брат Балдуин који је покушао да са Танкредом изглади односе који су били лоши још од сукоба код Тарсуса. Сусрет се десио 22. фебруара 1101. године, али он није могао да буде посебно срдачан будући да их је делила река. Ипак, договорили су се да се поново састану за 15 дана. У међувремену, Танкреду је регентску круну понудила кнежевина Антиохија јер је Боемунд заробљен од стране Данишменда у бици код Мелитене. Танкредо је пристао, а своју територију је предао Балдуину који се обавезао да му је врати за 15 месеци колико се ценило да ће требати да се Боемунд откупи из заробљеништва.
На крају се показало да ћее за то требати много више времена, а Танкред никада није од Балдуина тражио повраћај својих територија.

## Регент кнежевине Антиохије
Саму Антиохију, Танкред је преузео током марта 1101. године, док се спремао нови крсташки поход на муслимане. Након пропасти крсташког похода из 1101. године, Ремона од Сен Жила заробио је Танкредо и држао га у затвору све док није свечано обећао да неће са својом војском освајати оне територије које леже између Антиохије и Акре. Из града је истерао војнике Балдуина од Ле Буржа (рођака јерусалимског краља Балдуина), иначе Боемундовог ратног команданта. Ле Бурж се веома брзо снашао добијајући од краља регентство над грофовијом Едесом, али мржња између њега и Танкреда тада је започела, а касније ће се изродити у директне сукобе. Танкредо осваја Мамистру, Адану и Тарсус, а од Византије отима Латакију. Осетио се довољно снажним да припрети и самој Јерусалимској краљевини. Заједно са Балдуином ле Буржом, а користећи тренутну Балдуинову слабост након пораза у бици код Рамле, Танкред 1102. године доводи у Јерусалим Дамбера од Пизе.
У мају 1103. године Боемунд излази из заробљеништва након савеза склопљеног са Малик Газијем и враћа се у Антиохију. Танкреду одузима све територије изузев два мала града. У суштини, Боемунд није имао разлога да се љути на Танкреда који је у међувремену и проширио територије Антиохије. Боемунду Византинци преотимају Танкредове освојене територије користећи се његовим поразом у бици код Харана. Сматрајући да су ови бескрајни ратови са Турцима ипак за њега сувише безначајни, Боемунд одлази у Европу именујући Танкреда поново за регента Антиохије.
Тамо заговара покретање крсташког похода на Византију, а у директном сукобу са царем Алексијом поражен је и присиљен на Деволски споразум којим кнежевина Антиохија пада у вазалан положај у односу на Византијско царство. Танкред никада није прихватао одредбе Деволског споразума.

## Други период регентства
Добивши поново регентство над Антиохијом, Танкредо је за регента грофовије Едесе поставио свога рођака Ричарда од Салерна 1104. године.
У лето 1105. године Танкредо је напао на Ридвана од Алепа и, победивши у бици код Арте, присилио га на савезништво. Примирје је потписано на 5 година. Само ривалство Ридвана и Танкреда било је занимљиво. Они су међусобно укрштали оружје више пута, али непријатељство никада није дошло до тога да један другога убију. Ридван је одувек био више наклоњен крсташима него турцима из Мосула и Багдада. Танкредо, одувек својеглав и тврдоглав, можда се није могао споразумети са крсташким баронима, али са Ридваном од Алепа увек. Убрзо је Танкредо напао Византију и освојио све територије које је његов рођак Боемунд изгубио. То је био његов врхунац.
У сукобу са Балдуином ле Буржом, Танкред се обратио за помоћ Ридвану од Алепа. Уследила је битка код Тел Башира (октобар 1108) у којој је Танкредо однео победу над удруженим снагама Балдуина и Шавлија од Мосула. Танкред се умешао и у сукоб Виљема Жордана и Бертранда од Тулуза око заузећа Триполија. Пресуду је донео јерусалимски краљ Балдуин. Танкредо је Балдуину постао вазал и добио територије Тиберијаса, Назарета, Хаифе и Темплум Домини у Јерусалиму. Виљем Жордан је постао Танкредов вазал. Након убиства Виљема Жордана, Танкред се осветио Бертранду узимајући му Тортосу.
Године 1111. Танкред је напао Алепо, а Ридван од Алепа је одмах затражио помоћ Мухамеда који му шаље Мавдуда. Међутим, Ридван одбија да сарађује са Мавдудом, тако да он неко време крстари по његовим територијама. Исте године, Танкредо постаје принц Антиохије (након Боемундове смрти). Односи са грофовијом Триполи су поправљени када је на престо грофовије дошао Понс од Триполија, Бертрандов син, а Танкредов вазал и ученик који ће се касније оженити Танкредовом удовицом Цецилијом. Танкредо убрзо умире (5. децембра 1112. године).

## Значај
Танкредова смрт била је велики губитак за крсташе. Радило се о великом ратнику, можда бољем и од краља Балдуина или Боемунда. Он је био тај који је, слободно се може рећи, створио кнежевину Антиохију. Противнике није бирао, тукао се са муслиманима, али и са Византијом, Јерменима и крсташима из Едесе. Иза њега је остала кнежевина Антиохија - најача крсташка држава у Светој земљи.

## Породично стабло
|  |                         |  |  |  |  |  |  |  |  |  |  |  |  |  |  |  |
|  | 2. Odo the Good Marquis |  |  |  |  |  |  |  |  |  |  |  |  |  |  |  |
|  |                         |  |  |  |  |  |  |  |  |  |  |  |  |  |  |  |
|  |                         |  |  |  |  |  |  |  |  |  |  |  |  |  |  |  |
|  | 1. Танкред Галилејски   |  |  |  |  |  |  |  |  |  |  |  |  |  |  |  |
|  |                         |  |  |  |  |  |  |  |  |  |  |  |  |  |  |  |
|  |                         |  |  |  |  |  |  |  |  |  |  |  |  |  |  |  |
|  | 3. Emma of Hauteville   |  |  |  |  |  |  |  |  |  |  |  |  |  |  |  |
|  |                         |  |  |  |  |  |  |  |  |  |  |  |  |  |  |  |
|  |                         |  |  |  |  |  |  |  |  |  |  |  |  |  |  |  |